# توبي يونغ
توبي يونغ (بالإنجليزية: Toby Young)‏ هو مؤلف وصحفي بريطاني، ولد في 17 أكتوبر 1963 في باكينغهامشير في المملكة المتحدة.

## وصلات خارجية
- الموقع الرسمي
- توبي يونغ على موقع IMDb (الإنجليزية)
- توبي يونغ على موقع روتن توميتوز (الإنجليزية)
- توبي يونغ على موقع إن إن دي بي (الإنجليزية)
- توبي يونغ على موقع قاعدة بيانات الفيلم (الإنجليزية)